# Germanisierung Luxemburgs
Die Germanisierung Luxemburgs war ein Ziel des nationalsozialistischen Deutschlands während des Zweiten Weltkriegs.
Die Germanisierung Luxemburgs begann unmittelbar nach der Einnahme des Großherzogtums am 10. Mai 1940 und endete mit der Befreiung Luxemburgs durch die westalliierten Truppen im September 1944. Das Ziel der Germanisierung war die Tilgung alles „Andersartigen“ bzw. „Nicht-Deutschen“ wie etwa Wörter und Namen französischen Ursprungs, sowie durch Propaganda die Luxemburger zu einer deutschlandfreundlichen Haltung zu bringen, um sie „heim ins Reich“ zu führen. Unterstützt wurden diese Bestrebungen von der einheimischen Volksdeutschen Bewegung.

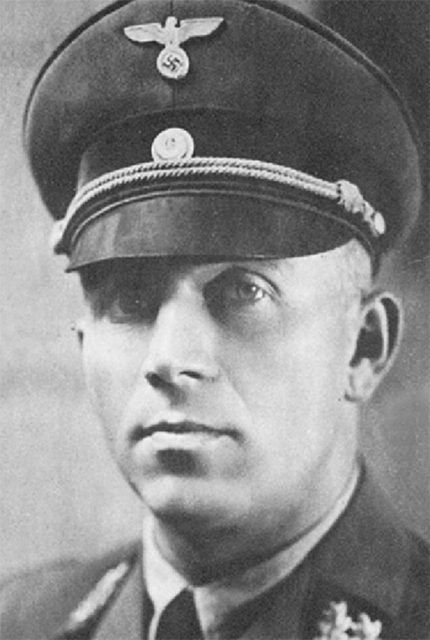
Gustav Simon, Chef der Zivilverwaltung Luxemburg (1942 oder früher)

Gustav Simon, von 1940 bis 1944 Chef der Zivilverwaltung in Luxemburg, ordnete die Deportation von Juden aus Luxemburg in deutsche Konzentrationslager und die Arisierung in Luxemburg  an. Am 6. August 1940 trat eine Verordnung in Kraft, nach der im gesamten öffentlichen Leben (Schulen, Verwaltungen, Gerichte und Betriebe) nur noch die deutsche Sprache benutzt werden durfte. Ab dem 31. Januar 1941 mussten die Luxemburger deutsche Vor- und Familiennamen tragen. Im Rahmen der Germanisierungspolitik plante die deutsche Zivilverwaltung für das Jahr 1942 eine Volkstumskartei zu erstellen, um eine Aufschlüsselung des „fremdvölkischen“ Bevölkerungsanteils (Italiener, Franzosen, Belgier und Polen) zu erhalten. Diese sollte als Grundlage für Umsiedlungen oder Ausweisungen dienen. Die luxemburgische Résistance erfuhr von dem Plan und sorgte für das Scheitern dieser Volksbefragung.
Im Juli 1941 befahl die Gestapo mit Einwilligung des Reichssicherheitshauptamtes für arbeitsunfähige Juden das jüdische Altersheim Fünfbrunnen als Sammellager einzurichten. Am 29. Juli 1941 wurde angeordnet, dass Juden eine gelbe Armbinde tragen müssten; zugleich wurde ihre Bewegungsfreiheit eingeschränkt. Spätestens am 17. September 1941 entschied Hitler, die Juden aus dem „Altreich“, zu dem Luxemburg stillschweigend gerechnet wurde, nach dem Osten zu evakuieren. Dabei soll die Initiative für Luxemburg vom Gauleiter Simon ausgegangen sein, da er seinen Bereich als einen der ersten als judenfrei melden wollte. Die Deportationen aus Luxemburg fanden im Zeitraum vom 16. Oktober 1941 bis 17. Juni 1943 statt. Das Vermögen der geflohenen und deportierten Juden wurde arisiert.
Am 30. August 1942 begann die Zwangsrekrutierung Luxemburger Männer zur deutschen Wehrmacht. Mit dem Eintritt in die Wehrmacht wurde ihnen die deutsche Staatsangehörigkeit verordnet. Dies löste eine Streikwelle aus, die blutig niedergeschlagen wurde. Über 12.000 Luxemburger wurden in den Kriegsjahren eingezogen, von denen über 2800 desertierten. Obwohl bekannt war, dass Angehörige in Sippenhaft genommen und verschleppt werden konnten, entzogen sich 3500 Männer der Einberufung und tauchten unter.
Der Widerstand gegen die deutschen Besatzer bestand vor allem in der Unterstützung dieser „Refraktäre“ und Fahnenflüchtigen (z. B. in der Galerie Hondsbësch), zeigte sich aber auch in der Weigerung, sich bei der Volkszählung als „deutsch“ zu bezeichnen, bei Hilfeleistungen für verhaftete Oppositionelle, flüchtige alliierte Kriegsgefangene oder abgeschossenen Bomberpiloten sowie bei der Weitergabe von Nachrichten der Exilregierung. Fast 4000 Luxemburger wurden in Zuchthäuser und Konzentrationslager verschleppt, darunter 1600 Männer ins SS-Sonderlager Hinzert.
Im Rahmen der Umsiedlungsaktion für Luxemburg wurden bis 1944 mehr als 4000 Luxemburger aus politischen oder rassischen Gründen deportiert. Ihr Vermögen wurde der Deutschen Umsiedlungs-Treuhandgesellschaft (DUT) zur Verfügung gestellt. Diese hatte die Aufgabe, bewährte volks- und reichsdeutsche Umsiedler zur Festigung des deutschen Volkstums anzusiedeln. In Luxemburg wurden insgesamt 1415 deutschstämmige Personen vor allem aus Bosnien und Kroatien (659), aus Südtirol (432), Siebenbürgen (62) und dem Buchenland (134) angesiedelt, hauptsächlich Bauern und Landarbeiter, die hier Betriebe umgesiedelter Einheimischer erhielten.
Aus ursprünglichen Distrikten wurden Landkreise gebildet. Dennoch wurde Luxemburg nie offiziell von Deutschland annektiert. Die Luxemburger behielten während der gesamten Besatzungszeit weiterhin ihre Nationalität. Diese Einschätzung ist jedoch umstritten. Nach Auffassung der deutschen Seite hatte der Staat Luxemburg mit der Flucht der Großherzogin und der Regierung aufgehört zu existieren. Erklärtes Ziel der Besatzungspolitik war das völlige Verschwinden des Luxemburger Staates und seine Eingliederung in das Deutsche Reich. Am 24. Januar 1941 wurde es dem neugebildeten „Gau Moselland“ zugeschlagen. In der Literatur ist häufig die Rede von einer
Annexion Luxemburgs, oft in Verbindung mit der Einführung der Wehrpflicht am 30. August 1942.